# Icky Thump
Icky Thump ist das sechste Musikalbum der Band The White Stripes. Es wurde am 15. Juni 2007 veröffentlicht.

## Entstehung
Icky Thump ist das sechste Album der White Stripes, nachdem Jack White zuvor mit The Raconteurs ein Album mit seiner anderen Band veröffentlicht hatte.
Im Gegensatz zum vorherigen Album „Get Behind Me Satan“ ist auf Icky Thump wieder die E-Gitarre das bestimmende Instrument, nicht mehr das Klavier. Die Band kehrte damit zurück zu ihren Wurzeln, dem Blues-, Indie- und Garagenrock.
Die meisten Lieder sind wenig eingängig und werden im für die White Stripes typischen Stil durch verstimmte und verzerrte Gitarrenriffs und Soli „zerrissen“. Das Album ist im Allgemeinen härter und rockiger als sein Vorgänger. Aufgenommen wurde es auf analogen Tapes innerhalb von drei Wochen; das ist zugleich die längste Zeit, die Jack und Meg White für die Aufnahme eines Studioalbums gebraucht haben.

## Titelliste
1. Icky Thump – 4:14
2. You Don’t Know What Love Is (You Just Do as You’re Told) – 3:54
3. 300 M.P.H. Torrential Outpour Blues – 5:28
4. Conquest (Corky Robbins) – 2:48
5. Bone Broke – 3:14
6. Prickly Thorn, but Sweetly Worn – 3:05
7. St. Andrew (This Battle Is in the Air) – 1:49
8. Little Cream Soda – 3:45
9. Rag and Bone – 3:48
10. I’m Slowly Turning into You – 4:34
11. A Martyr for My Love for You – 4:19
12. Catch Hell Blues – 4:18
13. Effect and Cause – 3:00

## Rezeption
Die White Stripes gewannen für das Album ihren dritten Grammy-Award für das beste Alternative-Album und teilen sich seither den Rekord mit der britischen Band Radiohead, die ebenfalls insgesamt drei dieser Awards gewannen. Für die Single Icky Thump gewannen sie mit dem Grammy Award for Best Rock Performance by a Duo or Group with Vocal eine weitere Auszeichnung.
Der Rolling Stone listete das Album auf Platz 17 seiner Liste der Alben des Jahres 2007, die Redaktion der Musikzeitschrift Visions auf ihrer Liste auf Platz 28.
Das Album erhielt einen Metascore von 80 % (basierend auf 39 Rezensionen), womit es ähnlich gut wie sein Vorgänger Get Behind Me Satan, jedoch etwas schlechter als deren Vorgänger White Blood Cells und Elephant abschneidet.

## Kommerzieller Erfolg

### Chartplatzierungen
| ChartsChartplatzierungen       | Höchstplatzierung | Wochen |
| ------------------------------ | ----------------- | ------ |
| Deutschland (GfK)              | 4 (10 Wo.)        | 10     |
| Österreich (Ö3)                | 5 (13 Wo.)        | 13     |
| Schweiz (IFPI)                 | 5 (12 Wo.)        | 12     |
| Vereinigte Staaten (Billboard) | 2 (32 Wo.)        | 32     |
| Vereinigtes Königreich (OCC)   | 1 (16 Wo.)        | 16     |

| ChartsJahrescharts (2007)      | Platzierung |
| ------------------------------ | ----------- |
| Vereinigte Staaten (Billboard) | 76          |
| Vereinigtes Königreich (OCC)   | 90          |

### Auszeichnungen für Musikverkäufe
| Land/Region                  | Auszeichnungen für Musikverkäufe (Land/Region, Auszeichnung, Verkäufe) | Verkäufe  |
| ---------------------------- | ---------------------------------------------------------------------- | --------- |
| Australien (ARIA)            | Gold                                                                   | 35.000    |
| Kanada (MC)                  | Platin                                                                 | 100.000   |
| Neuseeland (RMNZ)            | Gold                                                                   | 7.500     |
| Vereinigte Staaten (RIAA)    | Gold                                                                   | 801.000   |
| Vereinigtes Königreich (BPI) | Gold                                                                   | 100.000   |
| Insgesamt                    | 4× Gold · 1× Platin ·                                                  | 1.043.500 |